# U-19-Fußball-Asienmeisterschaft der Frauen 2009
Die fünfte Ausgabe der U-19-Fußball-Asienmeisterschaft der Frauen fand vom 1. August bis zum 12. August 2009 in der Volksrepublik China statt. China richtete diese Meisterschaft zum dritten Mal nach 2004 und 2007 aus. Die drei bestplatzierten Mannschaften des Turniers nehmen an der U-20-Fußball-Weltmeisterschaft der Frauen 2010 in Deutschland teil.
Die meisten Spiele wurden im Hankou Sports-Culture-Stadion von Wuhan ausgetragen. Dieses Stadion wurde im Jahre 2007 bei der Fußball-Weltmeisterschaft der Frauen als Trainingsgelände genutzt. Das Stadion bietet Platz für 5.000 Zuschauer.

## Qualifikation und Teilnehmer
Die Hauptqualifikation zur Endrunde wurde zwischen dem 28. Oktober 2008 und dem 7. November 2009 ausgespielt. Dabei kämpften insgesamt 11 Mannschaften, aufgeteilt in je zwei Gruppen, um einen Platz bei der Endrunde. Die jeweils drei Gruppenbesten qualifizierten sich für das finale Turnier. Gastgeber China, Titelverteidiger Nordkorea und Japan waren direkt qualifiziert. Erstmals konnte sich Vietnam für eine Endrunde qualifizieren.
Endrundenteilnehmer
| - Australien - Volksrepublik China (Gastgeber) - Japan - Nordkorea (Titelverteidiger) | - Vietnam - Südkorea - Chinesisch Taipeh - Thailand |

## Spiele und Ergebnisse

### Gruppenphase
Die Auslosung der Gruppen fand am 27. Februar 2009 in Kuala Lumpur statt. Das Eröffnungsspiel bestritten Japan und Australien.
Die Platzierung der Mannschaften in den Vorrundengruppen ergeben sich dabei in folgender Reihenfolge:
1. Anzahl Punkte (Sieg: 3 Punkte; Unentschieden: 1 Punkt; Niederlage: 0 Punkte),
2. bei Punktgleichheit der direkte Vergleich zwischen den betroffenen Mannschaften
3. bei Punktgleichheit im direkten Vergleich die Tordifferenz aus allen drei Spielen;
4. bei gleicher Tordifferenz die Anzahl der erzielten Tore aus allen drei Spielen;
5. das Los.

#### Gruppe A
| Pl. | Land      | Sp. | S | U | N | Tore    | Diff. | Punkte |
| --- | --------- | --- | - | - | - | ------- | ----- | ------ |
| 1.  | Nordkorea | 3   | 3 | 0 | 0 | 013:000 | +13   | 09     |
| 2.  | Südkorea  | 3   | 2 | 0 | 1 | 008:300 | +5    | 06     |
| 3.  | Vietnam   | 3   | 1 | 0 | 2 | 002:100 | −8    | 03     |
| 4.  | Thailand  | 3   | 0 | 0 | 3 | 001:110 | −10   | 0      |

|                |   |           |     |
| 2. August 2009 |   |           |     |
| Nordkorea      | – | Thailand  | 4:0 |
| 2. August 2009 |   |           |     |
| Südkorea       | – | Vietnam   | 3:0 |
| 4. August 2009 |   |           |     |
| Thailand       | – | Südkorea  | 0:5 |
| 4. August 2009 |   |           |     |
| Vietnam        | – | Nordkorea | 0:6 |
| 6. August 2009 |   |           |     |
| Nordkorea      | – | Südkorea  | 3:0 |
| 6. August 2009 |   |           |     |
| Vietnam        | – | Thailand  | 2:1 |

#### Gruppe B
| Pl. | Land       | Sp. | S | U | N | Tore    | Diff. | Punkte |
| --- | ---------- | --- | - | - | - | ------- | ----- | ------ |
| 1.  | China      | 3   | 2 | 1 | 0 | 005:200 | +3    | 07     |
| 2.  | Japan      | 3   | 1 | 2 | 0 | 007:200 | +5    | 05     |
| 3.  | Australien | 3   | 1 | 1 | 1 | 006:300 | +3    | 04     |
| 4.  | Taiwan     | 3   | 0 | 0 | 3 | 000:110 | −11   | 0      |

|                |   |            |     |
| 1. August 2009 |   |            |     |
| Japan          | – | Australien | 1:1 |
| 1. August 2009 |   |            |     |
| China          | – | Taiwan     | 2:0 |
| 3. August 2009 |   |            |     |
| Taiwan         | – | Japan      | 0:5 |
| 3. August 2009 |   |            |     |
| Australien     | – | China      | 1:2 |
| 5. August 2009 |   |            |     |
| Japan          | – | China      | 1:1 |
| 5. August 2009 |   |            |     |
| Taiwan         | – | Australien | 0:4 |

### Halbfinale
|                         |   |          |     |
| 9. August 2009 in Wuhan |   |          |     |
| Nordkorea               | – | Japan    | 0:1 |
| 9. August 2009 in Wuhan |   |          |     |
| China                   | – | Südkorea | 0:1 |

### Spiel um Platz drei
|                          |   |       |     |
| 12. August 2009 in Wuhan |   |       |     |
| Nordkorea                | – | China | 1:0 |

### Finale
|                          |   |          |     |
| 12. August 2009 in Wuhan |   |          |     |
| Japan                    | – | Südkorea | 2:1 |